# Plaza de Santa Catarina (Ciudad de México)
La plaza de Santa Catarina es una plaza ubicada en el barrio de la Lagunilla al norte del Centro Histórico de la Ciudad de México, en la alcaldía Cuauhtémoc. Las calles que la delimitan son: la calle República de Honduras al Sur y la calle República de Brasil al oriente, donde se ubica la Parroquia de Santa Catarina. En sus partes Poniente y Norte se encuentra flanqueada por edificios de los siglos XVIII y XIX de los cuales destaca por su importancia histórica la Casa Tagle, que delimita a la plaza por el costado Norte.

## Breve historia
Se trata de una de las plazas más antiguas e importantes de la antigua Ciudad de México, se formó a mediados del siglo XVI como plaza de mercado frente a la Parroquia de Santa Catarina  y su cementerio. La plaza aparece en el plano de Juan Gómez de Trasmonte elaborado en 1628.  y permaneció como plaza de mercado durante todo el periodo colonial y hasta finales del siglo XIX. En 1769 se estableció en las cercanías de la plaza la Real Fábrica de Tabacos, que llegó a tener 7000 trabajadores, los cuales adoptaron la plaza como centro de reunión y descanso y el tráfico de esta se incrementó al grado que en 1772 la plaza fue remodelada por el arquitecto Ildefonso de Iniesta Bejarano con el fin de ordenar a los comerciantes que había en ella. En 1967 las plazas y calles del Centro Histórico fueron remodeladas con motivo de la celebración de los Juegos Olímpicos de México 1968 y se colocó en la plaza el monumento a Leona Vicario, así como el conjunto de pequeñas columnas con cadenas que delimitan la plaza por el lado poniente; Estos elementos originalmente fueron colocados alrededor de la Catedral Metropolitana de 1794 a 1797 formando lo que se conocía popularmente como el “paseo de las cadenas”, ya que era un importante lugar de esparcimiento de la sociedad de mediados del siglo XIX y fueron retiradas de la catedral en 1883. La plaza fue renovada en 2011 con motivo de la remodelación de la casa Tagle para albergar al centro de legalidad y justicia

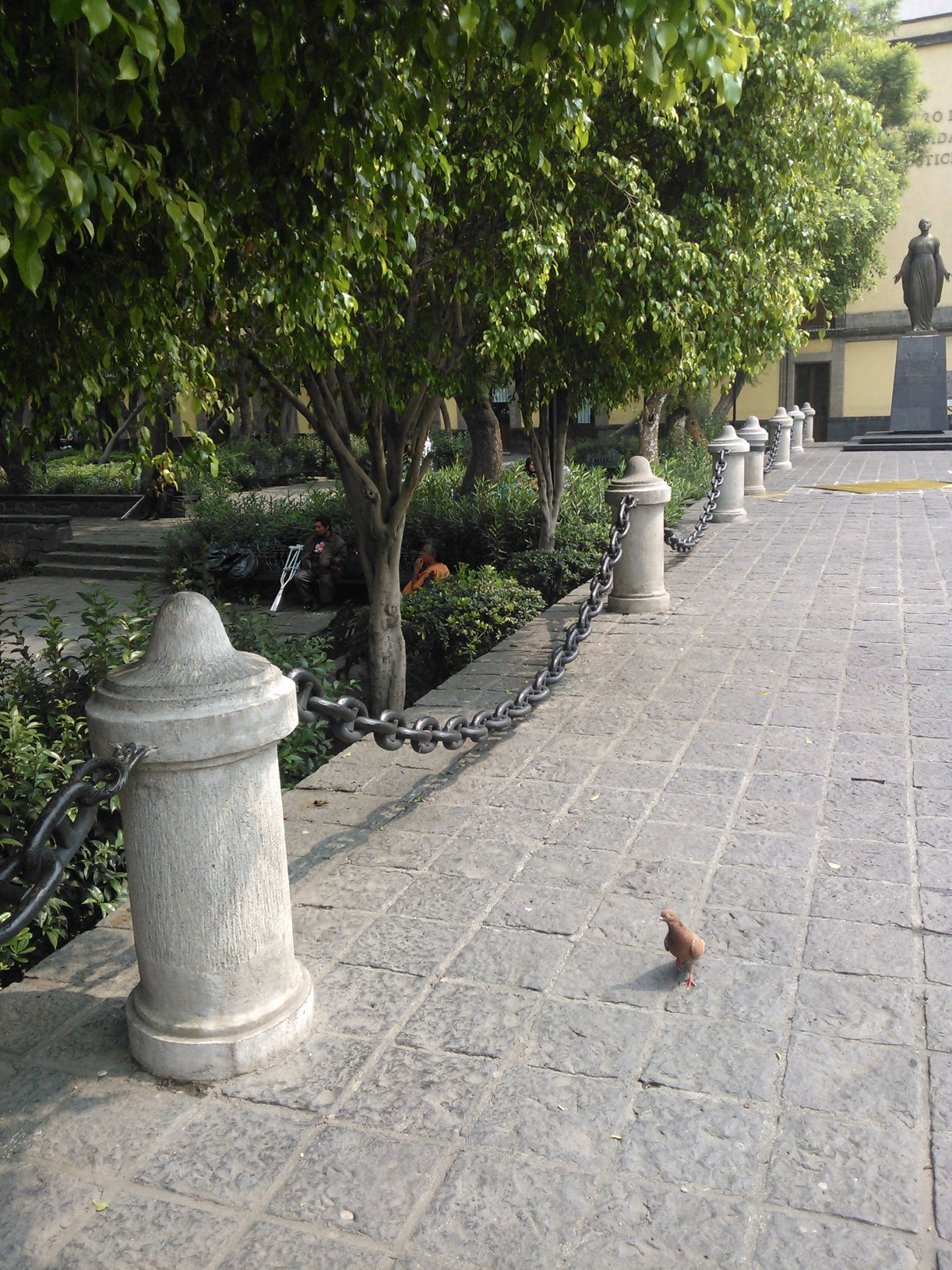
Columnas del paseo de las Cadenas

Los edificios que rodean la plaza tienen unidad de estilo y altura, lo que hace visualmente atractivo el lugar en conjunto. Es la única plaza en el Centro Histórico con 4 fuentes.

## Patrimonio
Junto a la plaza se encuentran los monumentos coloniales más importantes del barrio de la Lagunilla, que son la Parroquia de Santa Catarina y la Casa Tagle. Las columnas que componen el paseo de las cadenas datan del siglo XIX y están catalogadas como monumento histórico. Al costado oeste de la plaza se encuentran 3 edificios marcados con los números 4, 6 y 10 los cuales están catalogados como monumento histórico. El número 4 data del siglo XIX, mientras que el 6 y el 10, son edificios construidos en el siglo XVIII pero sus fachadas fueron remodeladas en el siglo XIX.